# Samuel Hood (1762–1814)
Sir Samuel Hood, 1. baronet (Sir Samuel Hood, 1st Baronet Hood of St. Andries) (27. listopadu 1762 – 24. prosince 1814, Madras, Britská Indie) byl britský admirál. Od mládí sloužil u Royal Navy a vyznamenal se v námořních válkách druhé poloviny 18. století. Dosáhl hodnosti viceadmirála a svou kariéru završil jako vrchní velitel loďstva u břehů Britské Indie (1811–1814).

## Životopis
Pocházel z rodiny s tradiční službou u námořnictva, narodil se jako třetí syn Samuela Hooda (1715–1805), který působil ve finanční správě námořnictva. Bratranci jeho otce byli bratři Samuel Hood (1724–1816) a Alexander Hood (1726–1814), významní námořní vojevůdci druhé poloviny 18. století. Do Royal Navy vstoupil v roce 1776 a zúčastnil se války proti USA, po pařížském míru (1783) žil nějakou dobu ve Francii. Za válek s revoluční Francii bojoval již v hodnosti kapitána (1788) ve Středozemním moři, pod velením svého strýce Samuela se zúčastnil obléhání Toulonu (1793). Zde se seznámil s admirálem Nelsonem, po jehož boku později bojoval v Karibiku, vyznamenal se v bitvě na Nilu (1798), následně řídil blokádu přístavu Alexandrie. S Nelsonem pak působil u břehů Neapolského království a obdržel Řád sv. Ferdinanda. Poté byl v hodnosti komodora guvernérem na Trinidadu (1803–1804). V Karibiku se mu podařilo obsadit několik francouzských ostrovů, za to obdržel Řád lázně (1804) a v roce 1805 byl jmenován plukovníkem námořnictva. Poté se vrátil do Evropy a v roce 1805 vedl blokádu francouzského přístavu Rochefort. V roce 1806 byl povýšen na kontradmirála a v rámci rusko-švédské války operoval v Baltském moři (1808–1809). V návaznosti na tyto aktivity obdržel od švédského krále Řád meče (1809). V letech 1806–1812 byl také poslancem Dolní sněmovny, kde se v rodinné tradici připojil k toryům (ve svém prvním mandátu v letech 1806–1807 zastupoval prestižní volební obvod Westminster). V roce 1809 získal titul baroneta a v roce 1811 dosáhl hodnosti viceadmirála. Závěr své kariéry strávil jako vrchní velitel v Indickém oceánu (1811–1814), kde prosadil zlepšení disciplíny u námořnictva a také zásobování potravinami. Zemřel v Madrasu, kde byl také pohřben.
V roce 1804 se na Barbadosu oženil s Mary Mackenzie (1783–1862), dcerou generálporučíka Francise Mackenzie ze skotské šlechtické rodiny. Jejich manželství zůstalo bezdětné a Mary se po ovdovění podruhé provdala v roce 1817 za Jamese Stewarta-Mackenzie (1784–1843), pozdějšího guvernéra na Cejlonu.
Samuel měl dva starší bratry, kteří zahynuli ve službách Royal Navy. Nejstarší bratr kapitán Arthur Hood (1755–1775) se utopil v Karibiku, prostřední bratr kapitán Alexander Hood (1758–1798) padl u břehů Bretaně v bojích proti Francii. Alexanderův syn Alexander (1793-1851) zdědil po Samuelovi titul baroneta.